# Пулка
Пу́лка (фин. pulkka) — разновидность нарт или легких саней, приспособленных для перевозки небольшого груза человеком или животным (чаще собакой) в путешествиях и в спорте. Существуют экспедиционные, туристические пулки, пулки для прогулок и пикников, пулки для катания детей. Также специальные пулки используются спасательными отрядами для транспортировки грузов и пострадавших в местах, недоступных для транспорта. Бывают «летние» пулки (на колесах) и «зимние», лыжные.

## Пулка для спорта
Пулка — второе название зимнего вида ездового спорта ски-пулинга (скипуллинга). Пулка впрягается между лыжником и собакой и состоит из легкого и прочного пластикового корпуса с полозьями. Она соединяется двумя жёсткими оглоблями с упряжью собак и пристёгивается шнуром к поясному ремню гонщика.
Дуга и оглобли необходимы для того, чтобы исключить возможность травмирования собак наехавшими сзади санями. Для 3-4 собак пулка обязательно снабжается тормозом. Остальное снаряжение (шлейка, пояс и потяг) мало отличаются от экипировки для скиджоринга.
Название «Пулка» применительно и к детским пластиковым саням без полозьев, и к охотничьим (рыбацким) волокушам. В России же пока ассоциируется в основном с ездовым спортом.